# کشتی نوح (فیلم ۱۳۴۷)
کشتی نوح فیلمی به کارگردانی خسرو پرویزی و نویسندگی خسرو پرویزی و جمال امید محصول سال ۱۳۴۷ است.

## داستان
کسی حاضر نیست با کشتی نوح به سفر دریایی برود…

## بازیگران
- ایلوش
- ایرن زازیانس
- فرشید فرزان
- عزیز اصلی
- اسدالله یکتا
- اکبر هاشمی
- نرسی گرگیا
- فریبرز صالح
- فریدون نریمان شیری‌فر
- حسین جهانگیری
- گیتی فروهر
- رضا هوشمند
- زانیچ
- جهانگیر فروهر
- شیدافر
- حبیب‌الله بلور